# 立花夢果
立花夢果（たちばな・ゆめか）は、日本のシンガーソングライター・タレント・モデル・MC。東京都出身。
自らを「弾丸☆野球シンガー」と称し、主に関東を拠点としたライブ活動をはじめとして、各種野球関連イベント・ラジオ・テレビなどに出演。また「野球ソングと懐メロの二刀流歌手」として懐メロイベントにも出演している。

## 来歴・人物
- 2歳の頃から歌手になる事を夢見ていた。
- 野球好きな両親の影響で、幼少の頃からプロ野球を見ていた。東京ドームなど、球場にもよく足を運んでいた。
- 2007年に大ファンだった北海道日本ハムファイターズの田中幸雄内野手の引退により、「その想いを歌に」と自ら作詞・作曲した「『6』の軌跡」が、週刊ベースボール誌上で「2008年野球レコード大賞、最優秀新人賞」に輝く。
- 愛称は「ゆめか監督」。2024年から「立花プロ」。キャッチフレーズの「弾丸☆野球シンガー♪」は、田中幸雄の応援歌と自身の楽曲のタイトル『GO!GO!DREAMS～勝利の弾丸ライナー☆』からきている。
- プロ野球は12球団全般的に好きで詳しく、セ・リーグもパ・リーグも観戦に行くが、パ・リーグ党である。
- 昔のプロ野球の歴史や選手に興味を持っており、好きな野球人は田中以外の人物では上田利治、住友平、落合博満、津田恒美、山﨑武司、山本昌、北川博敏、新庄剛志、渡辺俊介など。また野球のユニフォームを、自前で200着以上持っている。
- 野球人や文化人などの交友関係は多い。中でもスポーツ作家の佐野正幸（故人）、小関順二、紀行作家の田中正恭とは野球観戦仲間でもあり、トークショーやジョイントライブ、雑誌などで共演した。
- こうした経歴から「野球に詳しい女性タレント」として、野球関連の雑誌の出演や、ラジオ・野球イベントなどに呼ばれる事が多い。また、その知識量やファン歴から、プロ野球のゲスト解説に呼ばれた事もある。
- 豊富な野球知識を生かし、野球居酒屋に長年勤務、看板娘としてメディアにも多数出ていた。また、野球関係の著名人のトークショーを企画・主催していた。2021年はコロナ禍の為、店都合で１年間休業を余儀なくされ、2021年12月に店都合により辞めた事をブログで報告した。
- 調理師やアスリートフードマイスター3級の資格を持ち、SPORTS ONEサイト内で『スポーツの為の食事学入門』というコラムを1年間連載していた。
- 趣味は神社仏閣巡り、大相撲観戦、将棋を観る事。好きな棋士は木村一基九段。特技は料理、カクテル作り、フラフープ。
- 年齢は非公開としている。
- 2017年6月から2020年1月まで「Kawaii Cafeみこみこ」のメンバーとして、オリジナルCDに参加。イベントカフェやライブ等で活動していた。
- 2022年は、高円寺パンディットでパンチ佐藤氏のトークショーを企画・開催した。

## ステージの特徴
- ライブを『試合』と呼ぶ。昼のライブはデーゲーム、夜はナイター。
- 歌やステージ上の架空の球団『ゆめか球団DREAMS』では選手兼任監督。ポジションは全盛期の田中幸雄のイメージで4番ショート、背番号は6である。
- 「弾丸ライナー」や「地上スレスレの5センチ」など、野球用語やそのモデルの選手の特徴が散りばめられた歌詞、選手の応援歌風SE、ウグイス嬢のアナウンス、マイクをバットに見立てたスイングなど、野球色で徹底された独自のステージを展開している。
- 自身のユニフォームコレクションをステージ衣装として着ている事が多い。
- 野球ソング以外のオリジナルソングも多数ある。懐メロライブにも多く出演している。60〜80年代をカバーするが、特に天地真理、岡崎友紀、伊藤咲子など、70年代の懐メロを好んで歌っている。ファルセットボイスとビブラートが特徴。
- 2007年から毎年バースデーライブを開催。2008年からはバースデー記念試合『YUMECA DREAM STADIUM』を主催。『選手兼任監督』として、企画・演出・出演をしている。国歌斉唱から始まり、延長戦で終わるという野球式ライブを展開。2013年から2019年まで『Full Swing♪』として主催した。
- 2019年は『#みこみこライブ☆～新春！巫女神楽♪～』と題した、kawaiicafeみこみこのライブを主催・演出した。

## 資格
- 2010年10月に、マスターズリーグ主催の「野球知識検定」5級、2012年1月に同4級を取得した。
- 2014年3月に、㈱アスリートフードマイスター主催の「ジュニア・アスリートフードマイスター（現アスリートフードマイスター３級）」を取得。
- 2015年12月に調理師の国家資格を取得。

## オリジナル野球CD
- 2008.2.9 『GO!GO!DREAMS～勝利の弾丸ライナー☆ c/w『6』の軌跡』を発売
- 2009.4.3 『GO!GO!DREAMS～勝利の弾丸ライナー☆（新録音）c/w HomeStealドリーマ～♪』全国発売
- 2009.8.15 『炎のストッパー～一球入魂～ c/w again～紅のスタジアム～』発売
- 2010.3.22 『HappySmile☆MiracleSmile♪ c/w GoingMyWay～オレ竜伝説～』発売
- 2012.9.8 『終わらない夢へ。 c/w『6』の軌跡‐2012version‐』発売（XMLStudio）
- 2025.3.16  『DYNAMITE☆PUNCH  c/w HappySmile☆MiracleSmile♪〜2025RecVer.〜』

楽曲のモデルとなっている野球人：
- 田中幸雄（日本ハム）、新庄剛志（日本ハム）、津田恒美（広島）、落合博満（中日）、山﨑武司（楽天）、北川博敏（オリックス）、渡辺俊介（ロッテ）、上田利治・パンチ佐藤（オリックス）

## 出演履歴
テレビ
- テレビ東京『アド街ック天国』(秋葉原、中野編)
- スペースシャワーTV『eastern youth 俺たちのブエナビスタ』ベース二宮氏とコラボ曲『ひとりじゃない！！』を制作。
- TBS『ビビット』
- CS旅チャンネル『東京TOWNS#84中野』中野塾の紹介。
- テレビ東京『モヤモヤさま～ず』(新井薬師周辺)野球アイドルとして、ちょい古、野球モノマネを披露。など

ラジオ
- 2009.6 栗山英樹ラジオ『ミュージックブルペン』
- 2009.7.3 ～T-NET STATION コアな野球ラジオ『立花夢果のGO！GO！DREAMS』パーソナリティー（毎週金曜日23時30～50分放送（2010年12月31日終了）
- 2010.6 FM世田谷『反畑誠一のTHE BIG TIME』ゲスト出演
- 2010.6.24 北海道日本ハムファイターズ『鎌スタラジオ』に女性初のゲスト解説として出演
- 2012.3.8 下北FM『アイドルライブ情報部★』ゲスト出演
- 2012.3.29 J-WAVE『PARK IN THE SKY』ゲストコメンテーターとして出演（プロ野球開幕前夜に、球場グルメや注目選手などを語る）
- 2012.10.14 WALLOP放送局『ナツアキサンデーサプリ』ゲスト出演
- 2021.8.2 FM八王子『林寛子のラブリーアイランド』ゲスト出演

ネット関係
- 2010.10.13 ネットTV「東京秘密基地☆竜缶」ゲスト出演
- 2010.11.17 ネットTV『出あいドル～アイドルのナ・カ・ミ』ゲスト出演
- 2011.3.28 OCNスポーツコラム『各界著名人が野球愛を語る』インタビュー記事掲載
- 2011.11.1 Yahoo!『グラビア天気予報』
- 2012.3.12 『特盛ステラ丼☆』公開生放送ゲスト出演
- 2014.3.22 AkibaTV『PB☆Q Station Final（仮）』ゲスト出演
- 2015.4～ GYAO!『ぶるぺん２部』ゲスト出演
- 2018.3 が『デラべっぴんニュース』【まいっちんぐ写真館】掲載(えびはら武司先生による取材記事)
- 2018.3 OSEANS【看板娘という名の愉悦】中野塾の看板娘として掲載
- 2021.3〜　YouTube番組『昭和サブカル打ち上げショー　昭和お笑い芸能史』にMCで出演
- 2021.4.15 デイリースポーツの新サイト『よろず〜』【弾丸☆野球シンガー・立花夢果がコロナ禍で見つけた野球観戦法 意外な楽しみ方とは】記事掲載
- 2022.1.25 『よろず〜』にて【ビッグボスに捧げる“伝説の曲”が再ブレークの予感 弾丸☆野球シンガー・立花夢果「新庄さんも聞いて」 】として『HomeStealドリーマ〜♪』関連の記事掲載

書籍・新聞・雑誌等
- 2010.3.30 夕刊フジ『コスプレアキバアイドル図鑑』掲載
- 2010.4 スコラ5月号（辰巳出版）『中毒アイドル最狂列伝』にインタビュー記事掲載
- 2010.11.30 『W100 LIVEアイドル』（シンコーミュージック・エンタテインメント）掲載
- 2012.8.10 『インディーズ・アイドル名鑑』（東京キララ社　発売：河出書房新社）諏訪稔写真集に掲載
- 2012.12.25 週刊大衆ヴィーナス『インディーズアイドル図鑑』に紹介記事掲載
- 2013.2.1　『東京スポーツ』日本ハム大谷選手関連インタビュー記事掲載
- 2013.6 中野Walker
- 2015.10.23 『FLASHスペシャル グラビアBEST秋号』野球通座談会記事掲載（佐野正幸、小関順二と共に柳田、山田、清宮を語る）
- 2019.5.31 ムック本『セイブでアソボ！』(ネコ・パブリッシング) に、メットライフドームの紹介記事執筆、モデル、インタビュー記事掲載。
- 2019 スージー鈴木著『いとしのベースボール・ミュージック 野球×音楽の素晴らしき世界』／ リットーミュージックに、HomeStealドリーマ～、『６』の軌跡、『終わらない夢へ。』CDの記事掲載。

コラム
- 2015.1～　SPORTS ONEサイト内『スポーツの為の食事学入門』連載
- 2016.1～  日本教育学院サイト内『にっきょう応援メッセージ』スポーツコラム連載

イベント・MC等
- 2010.4.4 『festival of 90's Culture "FIRED! vol.2』新宿ロフト（野球アイドルとして、美甘子（歴史アイドル）杏野はるな（ゲームアイドル）と共にトークショー）

- 2012.3.18、5.20 『鳳神ヤツルギ アクションショー』MC（モラージュ柏・イオン銚子）
- 2012.6.28 『野球人と観るペナントレースin東京ドーム/北海道日本ハムファイターズ観戦ツアー』ゲスト解説（主催：株式会社マーススポーツエージェント）
- 2020.12.19,20　濱中治(元阪神他)ファンミーティング司会(タイガース戦士居酒屋虎尻)

他『プロ野球ナイト』、『プロ野球ナイト～音の球宴』（阿佐ヶ谷LOFTでのコアな野球イベント）、『10.19』イベントなど、野球関係のイベント、ライブに多数出演。
お祭りステージ
- 2011.8.7、2012.8.5、2013.8.3、2014.8.3 埼玉県朝霞市の市民まつり『彩夏祭』
- 2024.4.6,7 海老名弥生神社例大祭

舞台
・2017.12.9･10 『雨と夢のあとに』赤羽会館講堂　番場レポーター役
トークショー(企画・主催)
少年野球指導教室中野塾
- 第１回、２回 佐野正幸(スポーツ作家)
- 第３回 長谷川晶一(ノンフィクション作家、１２球団ファンクラブ評論家(R))
- 第４回 宮下昌己(元中日ドラゴンズ投手)

- 第５回 鈴木遍理(元中日ドラゴンズ番記者)
- 第６回 田中正恭(鉄道・野球ライター)
- 第７回 小関順二(スポーツライター)

- 第８回 長谷川晶一(ノンフィクション作家、１２球団ファンクラブ評論家(R))
- 第９回 宮下昌己

- 第１０回 2019.1.18 堀内恒夫(元読売巨人軍投手・監督)
- 第１１回 川尻哲郎(元阪神タイガース投手)
- 第１２回 広瀬哲朗(元日本ハムファイターズ内野手)
- 第１３回 田中正恭
- 第１４回 2019.7.28 佐野慈紀(元近鉄バファローズ投手)
- 第１５回 2019.12.14 堀内恒夫
- 第１６回 2020.1.26 えのきどいちろう(コラムニスト)
- 第１７回 2020.3.1 小林雅英(元千葉ロッテマリーンズ投手)
- ↓場所を高円寺パンディットに移し↓
- 2022.5.26 パンチ佐藤さん（元オリックスブルーウェーブ）★DYNAMITE！トークショー（高円寺パンディットでの、立花夢果プロデュース第一弾として開催）